# 372 Палма
372 Палма (лат. 372 Palma) је астероид главног астероидног појаса са пречником од приближно 188,62 km.
Афел астероида је на удаљености од 3,967 астрономских јединица (АЈ) од Сунца, а перихел на 2,321 АЈ.
Ексцентрицитет орбите износи 0,261, инклинација (нагиб) орбите у односу на раван еклиптике 23,864 степени, а орбитални период износи 2036,561 дана (5,575 година).
Апсолутна магнитуда астероида је 7,20 а геометријски албедо 0,065.
Астероид је откривен 19. августа 1893. године.